# Бліхнарка
Бліхна́рка (пол. Blechnarka) — лемківське село в Польщі, у гміні Устя-Горлицьке Горлицького повіту Малопольського воєводства. Населення — 55 осіб (2011). Село без прав солтиства.

## Географія
Село розташоване в Низьких Бескидах, над річкою Ропа, з трьох боків оточене селами Словаччини: на захід лежить Цигелка, на південь — Тваріжці Вишні і на схід — Реґетів, а на північ — Висова. За 12 км на північ знаходиться центр гміни — Устя Руське.
Село знаходиться в історичній Галичині.

## Назва
Ймовірно походить від слова бліхнар — ремісник, який відбілює полотно.

## Історія
Село закріпачене 1528 р. на волоському праві Гладишами гербу Гриф.
Згадується в податковому реєстрі 1581 року як село Адама Бженського у Бецькому повіті, було 5 волоських господарств, належало до парохії Ганчової. Метричні книги провадились від 1784 р. До 1945 р. в селі була греко-католицька церква парохії Висова Горлицького деканату, до якої також належала Гута Висівська.
7.10.1868 р. жителі сіл Висова і Бліхнарка викупили місцевий маєток від поміщика Володислава Войціковського.
У 1881 році в селі налічувалося 79 будинків і 407 мешканців — лемків-греко-католиків. Село Горлицького повіту.
На 1.01.1939 в селі було переважно лемківське населення: з 450 жителів — 435 українців, 5 поляків і 10 євреїв. Під час німецької окупації у школі почалося навчання українською мовою, організація гуртків, утворено хор.
Після Другої світової війни Лемківщина, попри сподівання лемків на входження в УРСР, була віддана Польщі, а корінне українське населення примусово-добровільно вивозилося в СРСР. Згодом, у період між 1945 і 1947 роками, у цьому районі тривала боротьба між підрозділами УПА проти радянських і польських і військ. 119 українців, хто вижили, 1947 року під час операції Вісла Польським військом були ув'язнені в концтаборі Явожно або депортовані на понімецькі землі Польщі, натомість заселено поляків, залишилось у селі тільки 10 українців зі змішаних родин.
У 1975—1998 роках село належало до Новосондецького воєводства.

## Демографія
Демографічна структура станом на 31 березня 2011 року:
|          | Загалом | Допрацездатний вік | Працездатний вік | Постпрацездатний вік |
| -------- | ------- | ------------------ | ---------------- | -------------------- |
| Чоловіки | 32      | 7                  | 20               | 5                    |
| Жінки    | 23      | 4                  | 13               | 6                    |
| Разом    | 55      | 11                 | 33               | 11                   |

## Пам'ятки
Об'єкти, перераховані в реєстрі пам'яток Малопольського воєводства:
- Колишня греко-католицька мурована церква св. Безср. Косми і Даміяна, збудована 1801 р. з іконостасом 1865 р., в 1947 р. поляками перетворена на кошару, в 1958 р. передана православній громаді.
- Військове кладовище № 49 часів Першої світової війни[8].